# 니더슐레지엔-마르크 철도
니더슐레지엔-마르크 철도(독일어: Niederschlesisch-Märkische Eisenbahn)는 1846년에 전 구간이 개통된 독일 베를린과 폴란드 브로츠와프를 잇는 철도 노선이다. 노선 건설은 민간이 주도했으나, 1852년 8월 21일에 프로이센 왕국에 의해서 국유화되었고 1920년부터는 독일국영철도의 일부가 되었다.

## 역사

### 초기

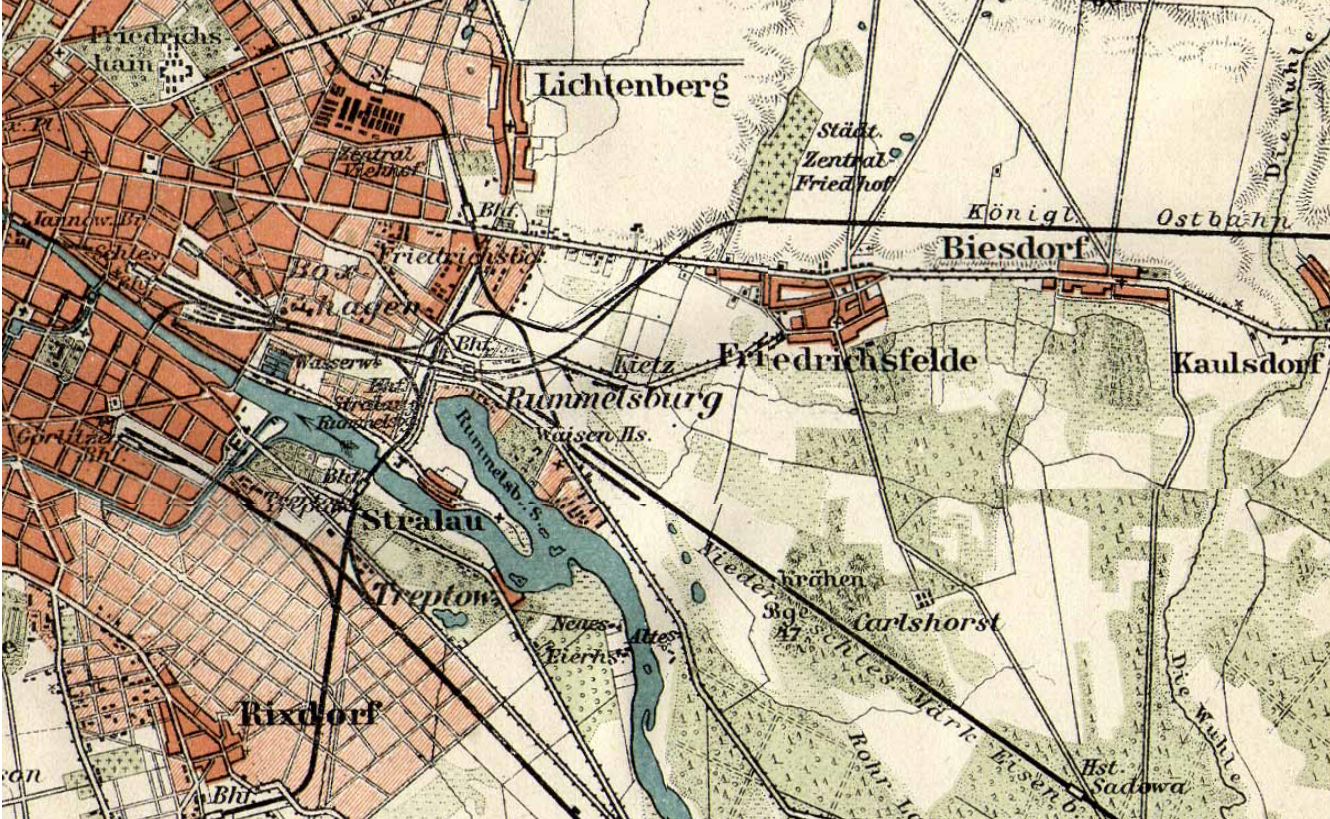
1894년 지도에 나타난 슐레지엔역 일대의 철도 노선

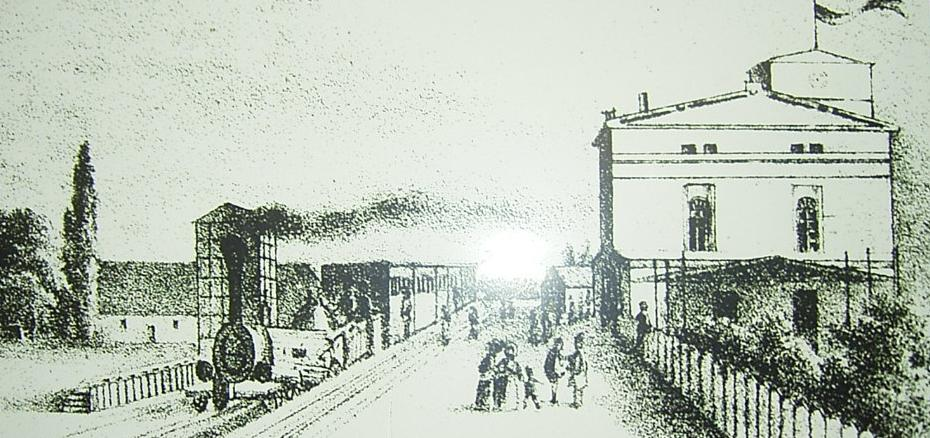
퓌르스텐발데역, 1845년

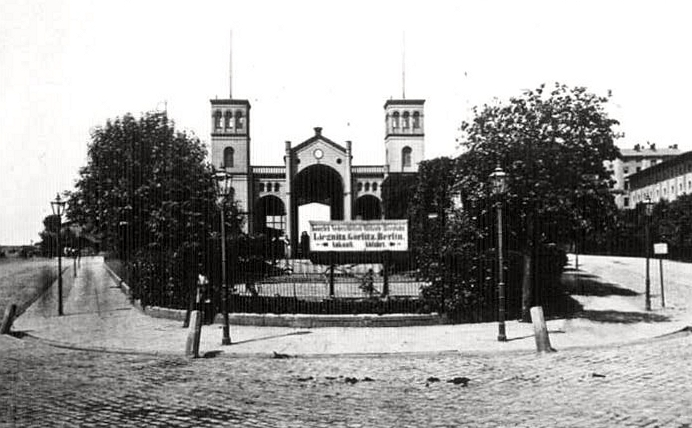
브로츠와프의 니더슐레지엔-마르크역, 1880년

1840년대 독일 연방의 주요 구성국에서는 장거리 철도 건설이 시작되었다. 1837년부터 1839년까지 건설된 작센 왕국의 라이프치히-드레스덴선은 독일 연방의 최초의 장거리 철도 노선이었으며, 1837년에는 오스트리아 제국에서 페르디난트 황제 북부철도를 설립하여 철도 건설을 시작했다. 1838년부터 1840년까지는 프로이센 왕국-안할트 대공국-작센 왕국을 연결하는 철도인 마그데부르크-라이프치히선이 건설되었다. 이들 노선 이후에 프로이센 왕국에 건설된 철도 노선은 1840년에 착공하여 1842년 10월 23일에 개통한 베를린-프랑크푸르트선(총 연장 81 km)이다. 베를린의 프랑크푸르트역(이후 슐레지엔역, 현재의 동역)에서 퓌르스텐발데역을 경유하여 프랑크푸르트 (오데르)역을 잇는 철도 노선으로, 1846년부터 이 노선과 연결되었다.
1843년 11월 27일에는 당시 프로이센 왕국의 제2의 도시인 브레슬라우와 베를린을 프랑크푸르트를 경유하여 연결하는 철도 노선을 건설하기 위해서 니더슐레지엔-마르크 철도회사(Niederschlesisch-Märkische Eisenbahn-Gesellschaft (NME))가 설립되었으며, 프로이센국에서도 지분을 출자했다. 브레슬라우 일대에서는 상실레시아를 연결하는 오버슐레지엔 철도(Oberschlesische Eisenbahn)의 건설이 시작되어 있었다. NME의 노선인 프랑크푸르트-브레슬라우 중 리그니츠-브레슬라우 구간은 1844년 10월 19일에 개통했다. 프랑크푸르트-리그니츠 구간은 공사가 완료되지 않았다. 1년 후인 1845년 10월 1에는 분츨라우-리그니츠 구간이 개통했다.
1845년 1월 1일에는 베를린-프랑크푸르트 (오데르) 구간을 건설한 베를린-프랑크푸르트 철도회사(Berlin–Frankfurter Eisenbahn-Gesellschaft)를 주주의 동의를 얻어서 인수했다. 이 회사는 1841년 5월 15일에 설립되어 최종적으로는 1845년 6월 30일에 청산되었다. 합병된 회사의 이름은 니더슐레지엔-마르크 철도(Niederschlesisch-Märkische Eisenbahn, NME)를 계속 사용했다. 남아 있는 중간 구간인 프랑크푸르트-구벤-조라우-콜푸르트-분츨라우 구간이 1846년 9월 1일에 개통하여 전체 노선이 완성되었다. 당시 오버슐레지엔 철도는 브로츠와프에서 라티보르까지 연결되었다.
1847년 9월 1일에는 이 노선의 지선인 벵글리니에츠-괴를리츠선이 개통했고, 동시에 개통한 작센-슐레지엔 철도의 동부 구간과 연결되었다. 이 노선을 통해서 브레슬라우는 드레스덴, 라이프치히, 마그데부르크, 오셔슬레벤, 볼펜뷔텔, 브라운슈바이크, 하노버와 철도로 연결되었다. 그 해 10월 15일부터는 라인 철도에서 서유럽 방면 노선을 건설해 둔 쾰른의 라인강 동안 지역인 도이츠와 직통 열차가 연결되었다. 1847년 10월 18일에는 오버슐레지엔 철도 전 구간이 개통했고, 5일 전인 10월 13일에는 크라카우-오버슐레지엔 철도가 개통했다. 1848년 2월 3일에 브레슬라우의 두 철도역을 연결하는 연결선이 개통하면서 도이츠에서 크라카우까지가 철도로 연결되었다. 1848년 9월 1일부터는 오버슐레지엔 지역의 빌헬름 철도와 페르디난트 황제 북부철도의 종착역인 오스트리아 오데르베르크(현재 체코 보후민)를 잇는 구간이 개통하면서 베를린과 빈이 철도로 연결되었다.

### 프로이센의 국유화

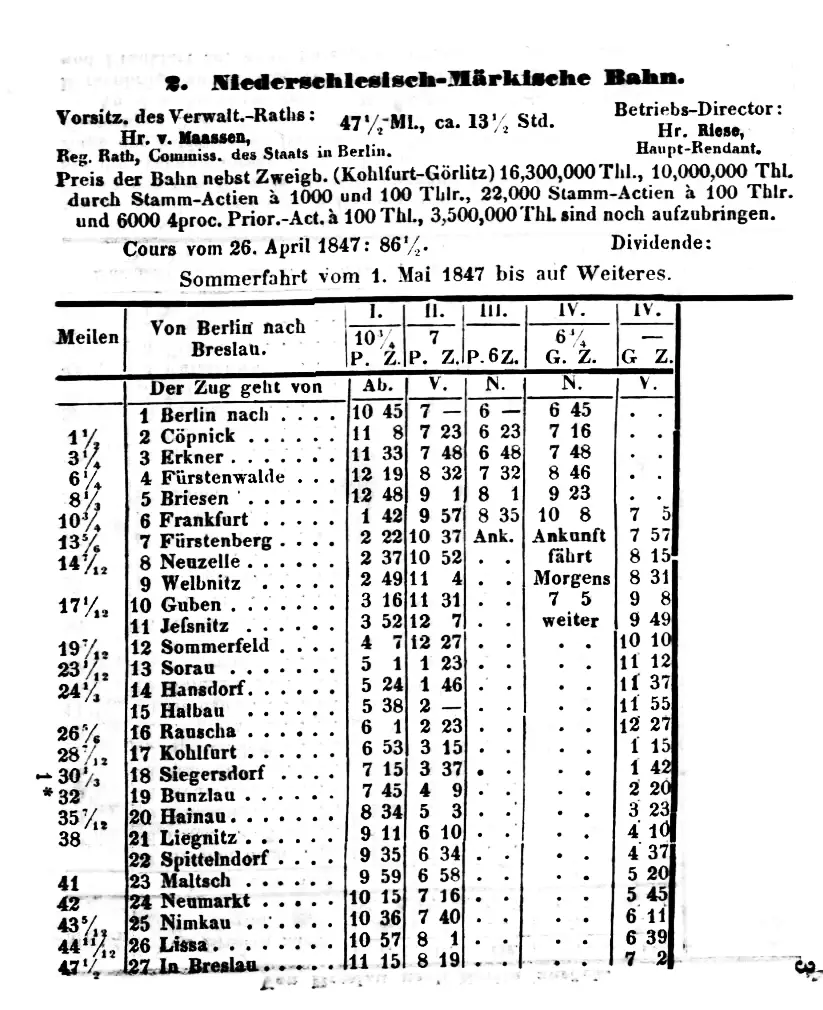
1847년 베를린-브레슬라우 시간표

프로이센 왕국에서는 회사 설립 초기에 150만 탈러에 지분을 인수하여 특정 조건 하에 국가에서 운행 및 관리에 참여할 수 있는 여지를 만들어 두었다. 1848년/1849년 매출이 기대치에 미치지 못하자, 1850년에는 프로이센국에서 해당 조건을 발동하여 그 해 1월 1일부터 프로이센 상업부 장관인 아우구스트 폰데어하이트(August von der Heydt)가 철도 회사 관리를 맡았다. 매출은 빠르게 정상화되었으나, 18개월 후 NME는 프로이센 왕국에 철도 국유화를 제안했다. 폰데어하이트는 석탄 화물열차의 운임을 대폭 할인할 계획이었고(Einpfennigtarif) 회사 이사회에서는 이에 따른 영업이익 하락을 우려했다. 재무부 장관인 카를 폰보델슈빙흐(Carl von Bodelschwingh)는 국가부채 증가 우려로 인하여 국유화 시도를 반대했다. 프리드리히 빌헬름 4세는 철도의 경제적 및 군사적인 의의 때문에 국유화 측의 손을 들어 주었다. 계속된 국유화 반대 집회에도 불구하고 내각의 근소한 과반 동의를 얻어서 1852년 1월 1일에 국유화되었다. NME는 프로이센 국영철도의 일부가 되었고, 베를린 소재 왕립 니더슐레지엔-마르크 철도국(Königlichen Direction der Niederschlesisch-Märkischen Eisenbahn)의 관리를 받게 되었다.
1853년 가을부터는 베를린-브레슬라우 야간 급행 열차가 도입되었다. 1868년 여름 갈리치아 카를 루트비히 철도(Galizische Carl Ludwig-Bahn) 개통 이후에는 니더슐레지엔-마르크 철도가 베를린과 부쿠레슈티를 잇는 가장 빠른 노선의 역할을 하기도 했다. 1889년에는 베를린과 부다페스트를 연결하는 직통 급행 열차인 오리엔트 급행이 도입되었다.
19세기 말 산업화가 가속화되면서 베를린 광역권의 철도 교통 수요도 증가했다. 1890년대에 여러 추가역이 건설되면서 에르크너까지의 근교선 열차는 별도의 선로로 분리되었다. 이 과정에서 1902년까지는 베를린 시내의 철도가 입체화되어 노면과의 평면 교차를 방지했다.

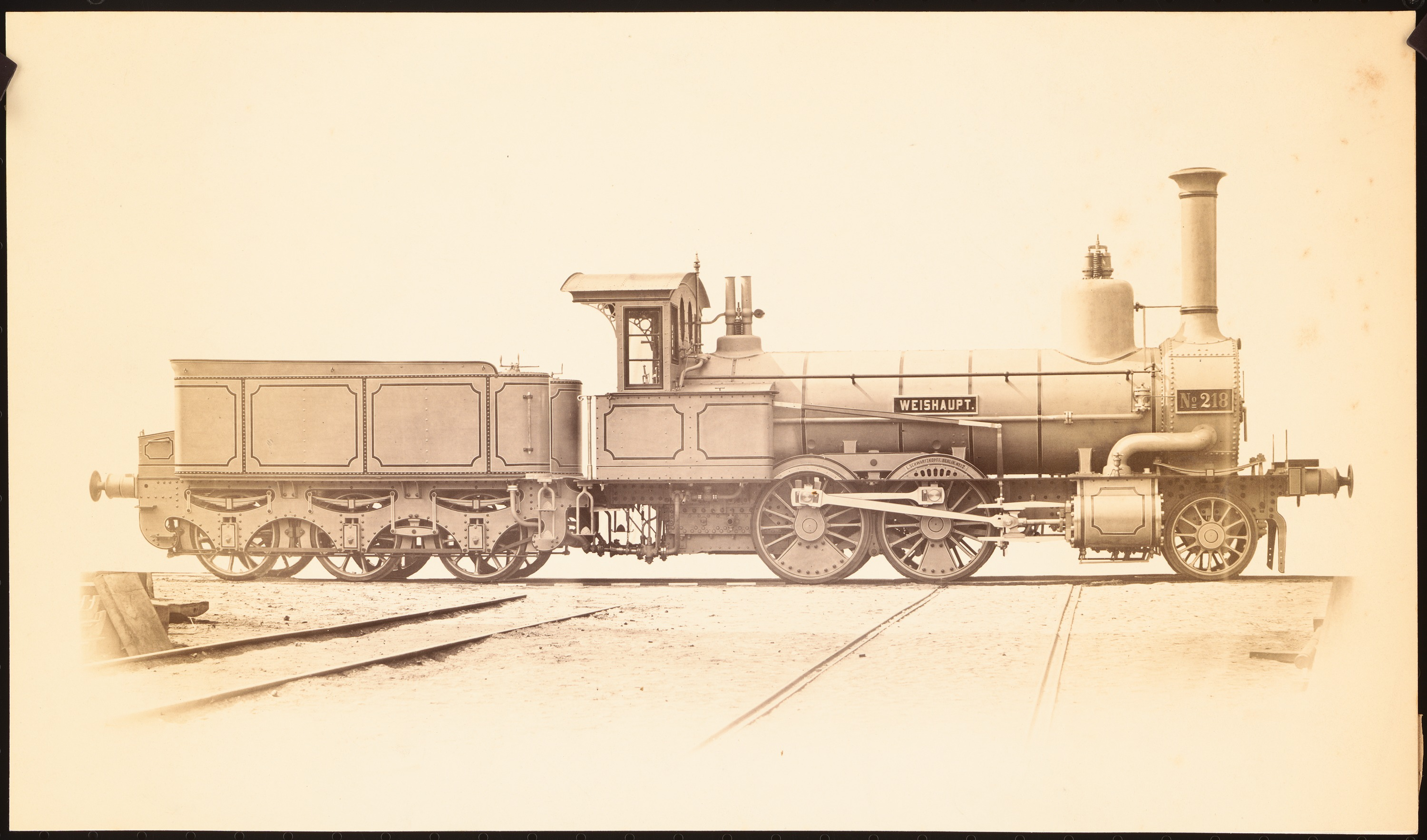
바이스하우프트호(Weishaupt)

이 철도에서 초기에 사용했던 기관차인 바이스하우프트(Weishaupt)호는 슈바르츠코프 베를린 기계제작소에서 제작되었다. 1879년에는 다양한 증기 동차를 운행했다. 당시의 증기 동차는 보일러와 증기 기관이 양쪽 대차에 나눠서 장착된 형태였다.

### 프로이센 철도 정책에의 영향
1852년 국유화 이후 NME는 자체 노선 외에도 프로이센 철도 정책에 영향을 주었다. 프로이센에서는 NME에서 사용된 기술 및 운영 노하우를 다른 철도 노선 운영에도 활용하였다. 주요 사례는 다음과 같다.
- 1857년부터는 당시 완공되지 않았던 프로이센 동방철도 건설 과정에서 베를린-프랑크푸르트 구간 및 지선인 퀴스트린-프랑크푸르트선을 통해서 건설 물자를 조달했다.
- 영국에서 수입된 석탄이 슐레지엔에서 생산된 석탄보다 저렴했기 때문에, 프로이센 왕국에서는 자국산 석탄의 경쟁력을 확보하기 위해서 운송 비용을 지원하는 저렴한 운임(Einpfennigtarif)을 도입했다. 프로이센 상업부 장관 폰데어하이트는 1852년에 이 정책에 반대했던 오버슐레지엔 철도에 압력을 가해서 니더슐레지엔-마르크 철도에 석탄 운송을 위탁했다. 이는 당시 프로이센 철도법(prEG) 27조에 의해서 가능했다. 그 결과 오버슐레지엔 철도의 석탄 수송량은 그 이전의 약 4배로 증가했고, 운임 수입 또한 증가했다.[4]
- 1851년 10월 15일에는 최초의 베를린 연결선이 완공되었고, 니더슐레지엔-마르크 철도에서는 화물 운송을 담당했다.
- 베를린 북부선 건설 이후 운영 회사의 영업 이익이 기대치에 못 미치면서 1875년 12월 15일에 회사가 청산되자, 프로이센 왕국에서는 완공되지 않은 노선을 인수하여 니더슐레지엔-마르크 철도에 잔여 공사를 위탁했다. 그 결과 왕립 니더슐레지엔-마르크 철도국은 1880년 2월 21일부터 왕립 프로이센 철도국(Königlichen Eisenbahn-Direktion zu Berlin)으로 확대되었다.
- 1871년 6월 17일에는 화물 운행을 위한 신규 연결선을 국가 재정으로 개통했고, 이는 베를린 순환선의 근원이 되었다. 니더슐레지엔-마르크 철도는 건설과 운영을 위탁받았고, 연결선의 여객 영업도 담당했다.
- 1895년에는 근처에 건설되었던 카를스호르스트 경마장을 연결하는 베를린 카를스호르스트역을 건설했다. 경마장 승객을 위한 6선 규모의 두단식 승강장을 근교선 승강장과 별도로 건설했다.

### 사고
1916년 11월 11일 발칸 반도로 가는 열차가 베를린 기점 20.2 km 지점에서 건설 노동자와 충돌하여 19명의 여성 근로자가 사망했다. 사고 원인은 정지 신호가 너무 늦게 현시되어서였다. 전쟁으로 인해서 일했던 여성 근로자들은 제대로 장례를 치르지 못했고, 란스도르프 묘지에 공동으로 매장되었다. 동독 정권에서는 원래 세워진 기념석을 제거했고 묘지를 철거했다. 2005년에 기념석이 다시 들어섰고 19명의 희생자의 이름이 기록되었다.
1918년 11월 1일에는 브리젠 일대에서 화물 열차와 군용 휴가 열차의 추돌 사고가 발생하여 최소 20명이 사망했다.

### 전간기와 제2차 세계 대전
1928년에는 베를린-에르크너 구간의 근교선이 제3궤조로 전철화되었고 베를린 S반에 편입되었다. 장거리 열차선은 계속 증기 기관차가 운행했다.
1936년에는 베를린-보이텐간 급행 동차가 운행했다. 총 운행 거리는 508 km, 운행 시간은 4시간 21분으로 표정 속도는 시속 117 km였다. 1938년부터는 베를린-빈 구간의 무비자 회랑열차를 과거의 NME 구간을 통해서 운행했다. 1939년부터는 베를린-브레슬라우 구간 직통 및 환승 열차를 프랑크푸르트 (오데르)-레펜 경유, 구벤 경유, 코트부스-괴를리츠 경유로 운행했다. 1939년 10월에는 폴란드 총독부의 수도가 된 크라쿠프와 베를린간 급행 열차가 운행했다. 1945년 1월 비스와-오데르 공세 이전까지 이 노선은 독일 경제에서 중요한 역할을 차지했다.

### 냉전기

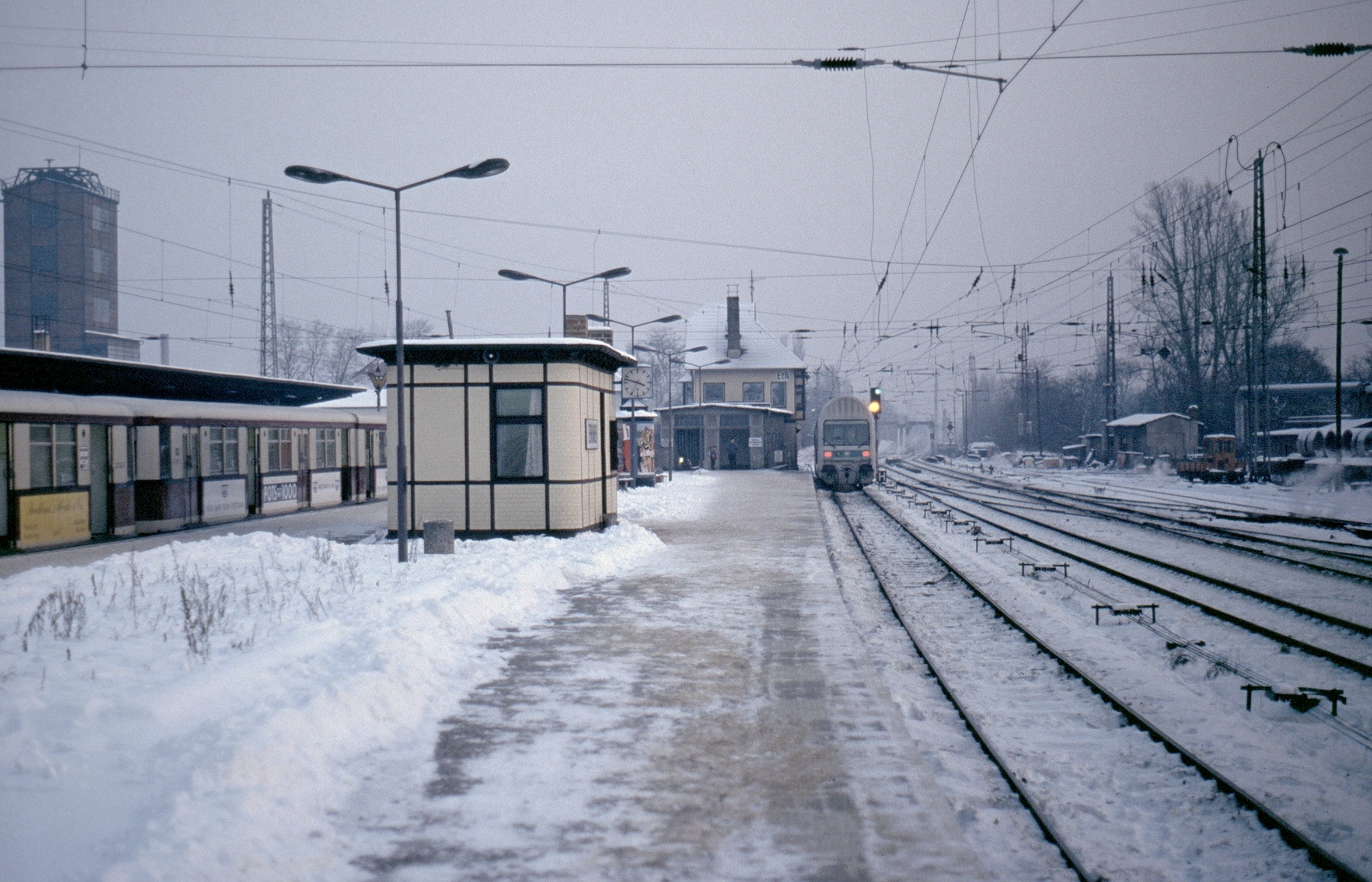
베를린 S반의 종착역인 에르크너역, 1993년

제2차 세계 대전 종전 이후 오데르-나이세선이 새로운 동독과 폴란드의 국경선이 되면서, 구벤-룹스코 및 자간 구간이 폐선되었다.
프랑크푸르트 (오데르)에서는 프랑크푸르트-포즈난선이 분기하면서, 냉전기의 바르샤바 경유 모스크바를 연결하는 동서간 교통로의 중심축이 되었다. 소련군의 독일행을 위해서 1개 선로는 임시로 1524 mm 러시아 궤간으로 개궤되어 1945년 4월 25일에 소련의 군용 열차가 베를린까지 운행할 수 있었다. 1945년 6월 28일에는 모스크바에서 슐레지엔역까지 열차가 운행했고, 이를 위해서 3개 선로가 광궤로 개궤되었다. 포츠담 회담에 스탈린이 참석하기 위해서 포츠담까지 1개 선로가 광궤로 개궤되었다. 철도 운행에 지장이 발생하여, 1945년 9월 20일에 전부 표준궤로 다시 개궤되었다.
소련에 전쟁 배상으로 여러 노선이 단선화되는 과정에서도 이 노선의 베를린-프랑크푸르트 (오데르) 구간은 전쟁 배상 수송을 위하여 복선이 유지되었다. 그 대신 S반선은 완전히 철거되었고, 전동차 운행은 철거 이후 3년 후에야 복구되었다. 전쟁 배상이 끝난 후에는 국제선 열차의 주요 운행 구간이 되었다. 1990년에는 전 구간 열차선이 교류 15 kV 16.7 Hz로 전철화되었다.
폴란드 쪽에서는 전쟁 이후 분단된 구벤의 동안인 구비녜크역까지 열차가 운행했다. 동독-폴란드 관계 변화에 따라서 노선 운행도 조정되었다. 종전 이후에는 단선으로 축소되었고, 국제선 여객 열차가 이 노선으로 더 이상 운행하지 않았다. 화물 열차 역시 평상시에는 이 노선을 사용하지 않았다. 1994년 구벤-즈봉시녜크 구간 공사 중에 임시로 화물 열차가 운행했다. 1986년에는 구비녜크역으로 여객 열차 운행이 중단되었고, 1994년에는 자간-룹스코 구간의 여객 열차 운행이 중단되고 일부가 폐선되었다.

## 개량 공사

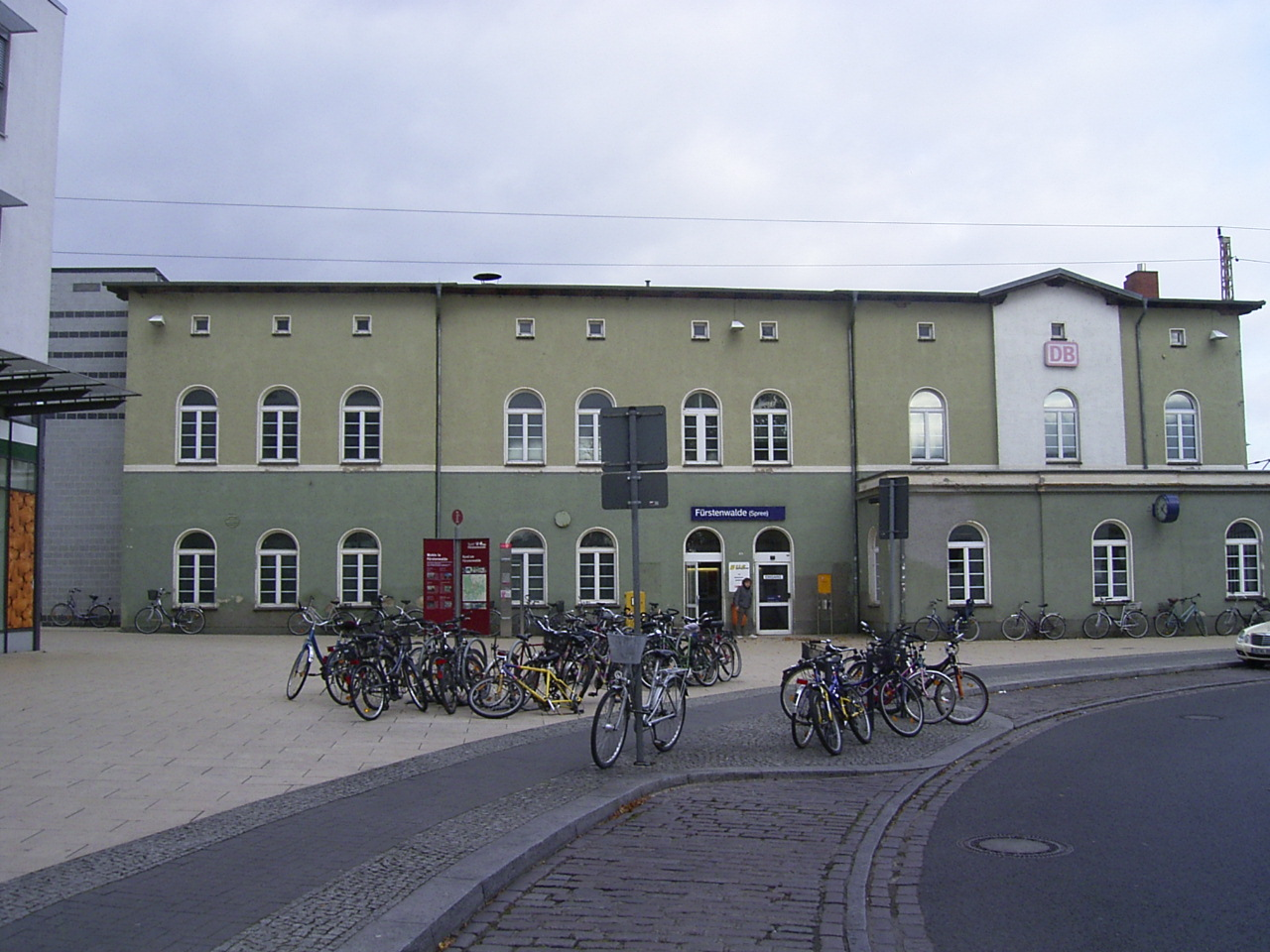
퓌르스텐발데역, 2007년

쾨페니크-에르크너 구간 개량 공사로 S반의 전자식 신호소 및 ZBS 도입이 진행되었다. 2015년 12월 13일에는 불하이데-에르크너 구간 S반에 ZBS가 도입되었다. 2016년 말에는 카를스호르스트-루멜스부르크 구간에 ZBS가 도입되었다. 개량 공사에 투입된 비용은 약 4000만 유로이다. S반 개량 이후 2016년부터 빌헬름스하겐-히르슈가르텐 구간의 궤도와 전차선 보수가 진행되었고 S반 선로와의 거리도 더 멀어졌다. 프리드리히스하겐역에는 남쪽으로 향하는 추가 출입구가 개설되었다. 2020년에는 차후 쾨페니크 화물역 개량 및 열차선 승강장 신설 준비를 위해서 베를린 쾨페니크역에 열차선용 전자식 신호소가 운영을 시작했다.

### 오스트크로이츠역 확장
오스트크로이츠역 확장 공사로 인하여 베를린 동역과 베를린 루멜스부르크역 일대의 철도 시설이 변경되었다. S반 선로 배치가 변경되어, 과거 베를린 동역 근처에 있었던 프로이센 동방철도 S반선과의 분기점을 오스트크로이츠역으로 변경하였다. 바르샤우어 슈트라세역과 오스트크로이츠역을 이 과정에서 개축했고, 승강장도 개수 공사가 진행되었다. 이 구간의 장거리 열차선도 개축되었고, 오스트크로이츠역에는 지역간 열차 및 일부 장거리 열차가 정차하는 승강장이 신설되었다. 이 과정에서 카를스호르스트역에 있었던 장거리 열차선의 승강장이 철거되었다.

### 승강장 확장
2022년 이후 RE 1 노선의 출퇴근 시간대에 증편된 열차 중에는 에르크너역과 퓌르스텐발데역만 정차하고 프랑크푸르트 (오데르)로 운행하는 열차가 있다. 2025년 여름까지 8량 편성 열차가 정차할 수 있도록 정차역의 모든 승강장을 140 m에서 210 m로 연장할 계획이 있었다. 실제 연장 공사는 2028년까지 지연되었고, i2030 계획의 일부로 포함되어 추진된다. 2020년 말에 700만 유로의 예산 투입이 확정되었다.

## 운행 계통

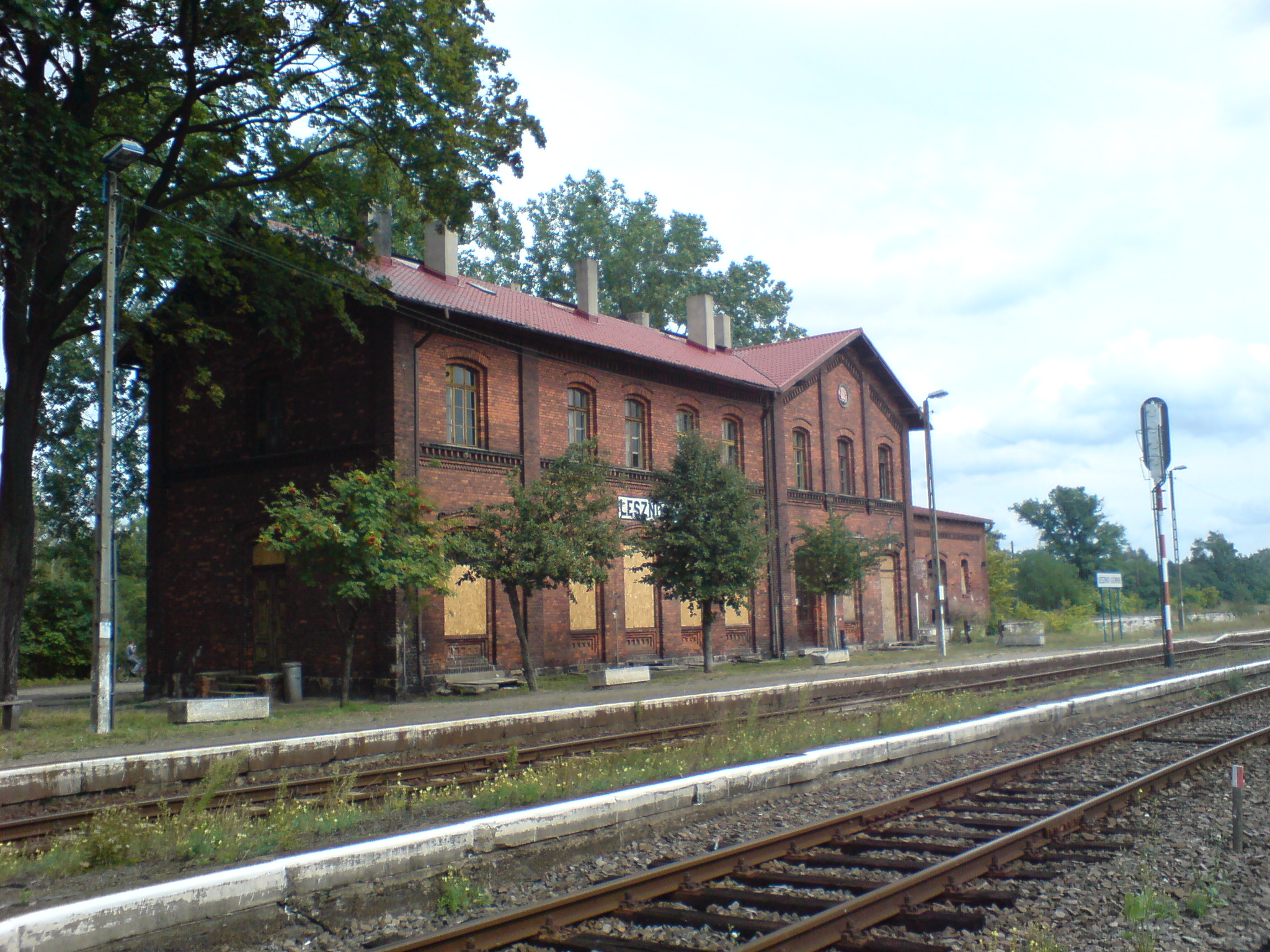
레스노 구르네역 대합실, 2008년

베를린과 브란덴부르크주의 레기오날엑스프레스 노선인 RE 1(베를린-구벤), RE 43(프랑크푸르트-구벤)이 이 노선을 운행한다. 베를린-에르크너 구간에는 베를린 S반의 S3 노선이 운행한다.
유로시티 노선 베를린-바르샤바 특급은 베를린-프랑크푸르트 (오더) 구간을 운행하며, 이외 여러 폴란드 방면 유로시티 열차도 운행한다. 독일과 폴란드를 연결하는 화물 열차도 운행한다.

## 참고 문헌
- Laurenz Demps: Der Schlesische Bahnhof in Berlin. Transpress, Berlin 1991, ISBN 3-344-70725-6
- Wolfgang Klee: Preußische Eisenbahngeschichte. Kohlhammer-Edition Eisenbahn. Kohlhammer, Stuttgart 1982, ISBN 3-17-007466-0
- Kgl. Pr. Minister d. öffentl. Arbeiten (Hrsg.): Berlin und seine Eisenbahnen. 1846–1896. 2 Bde. Springer-Verlag, Berlin 1896, Ästhetik und Kommunikation, Berlin 1982, S. 190ff. (Repr.) ISBN 3-88245-106-8
- Ryszard Stankiewicz und Marcin Stiasny: Atlas Linii Kolejowych Polski 2014. Eurosprinter, Rybnik 2014, ISBN 978-83-63652-12-8, S. F3–4 und G4–7
- Bericht über die zur Ausführung des Niederschlesisch-Märkischen-Eisenbahn-Unternehmens bis zum Ende des Jahres 1844 getroffenen Einrichtungen. Feister, Berlin 1845
- Betriebs-Reglement, Berlin-Frankfurter Eisenbahn, vom 1. Mai 1844 ab gültig. Haenel, Berlin 1844